# N-폼일아미노이미다졸-4-카복사마이드 리보뉴클레오타이드
N-폼일아미노이미다졸-4-카복사마이드 리보뉴클레오타이드(영어: N-formylaminoimidazole-4-carboxamide ribonucleotide, FAICAR) 또는 5-폼아미도이미다졸-4-카복사마이드 리보뉴클레오타이드(영어: 5-formamidoimidazole-4-carboxamide ribonucleotide)는 퓨린 뉴클레오타이드 합성의 대사 중간생성물이다. N-폼일아미노이미다졸-4-카복사마이드 리보뉴클레오타이드(FAICAR)는 5-아미노이미다졸-4-카복사마이드 리보뉴클레오타이드 트랜스폼일레이스(AICAR 트랜스폼일레이스)에 의해 5-아미노이미다졸-4-카복사마이드 리보뉴클레오타이드(AICAR)와 10-폼일테트라하이드로폴산으로부터 생성된다.

## 같이 보기
- 5-아미노이미다졸-4-카복사마이드 리보뉴클레오타이드 (AICAR)
- 5-아미노이미다졸-4-카복사마이드 리보뉴클레오타이드 트랜스폼일레이스 (AICAR 트랜스폼일레이스)
- 이노신 일인산 (IMP)